# Пустоварівка (заказник)
Пустова́рівка — лісовий заказник місцевого значення в Україні. Розташований на території Сквирського району Київської області. 
Площа 198 га. Територія заказника лежить в межах Сквирського лісництва державного підприємства «Білоцерківське лісове господарство»: у кварталі 22 виділах 1-11, 13, 14, 16-18, кварталі 23 виділах 1-6, 8-30, 32-41, 43-47 в адміністративних межах Ленінської і Пустоварівської сільських рад Сквирського району. Заказник створено рішенням 16 сесії ХХІ скликання Київської обласної ради від 10 березня 1994 року. 
На теренах «Пустоварівки» охороняються комплекси дубово-липових та ясенево-липових культур уздовж берега річки Сквирки.